# Charles Kane (Boxer)
Charles „Charlie“ Kane (* 2. Juli 1968 in Glasgow) ist ein ehemaliger schottisch-britischer Boxer. Er war unter anderem Teilnehmer der Olympischen Spiele 1988 im Leichtgewicht (Platz 5).

## Amateurkarriere
Kane trainierte im Antonine Boxing Club in Clydebank bei Glasgow unter Jimmy Creswell und später auch bei Nationaltrainer Richard McTaggart. Er gewann seinen ersten regionalen Titel im Mai 1983 und bestritt sein internationales Debüt im April 1986 bei einem siegreichen Länderkampf gegen Dänemark. 1986 war er jeweils Teilnehmer der Commonwealth Games in Edinburgh und der Junioren-Europameisterschaften in Kopenhagen, wo er vor dem Erreichen der Medaillenränge ausschied.
1987 wurde er Schottischer Meister im Federgewicht und startete bei der Europameisterschaft in Turin, wo er in der Vorrunde des Federgewichts gegen Jarle Ness ausschied. 1988 gewann er im Leichtgewicht die Schottische Meisterschaft und auch die Britische Meisterschaft in London, zudem siegte er beim internationalen Canada Cup in Ottawa, wobei er die Starter aus Nigeria, USA, Marokko und Sowjetunion schlagen konnte.
Er wurde daraufhin für die Olympischen Spiele 1988 in Seoul nominiert und schlug in den Vorrunden Adrianus Taroreh und Phat Kongrum, ehe er im Viertelfinale gegen George Cramne ausschied. 1990 gewann er dann noch im Halbweltergewicht die Commonwealth Games in Auckland mit Siegen gegen Mokmin Rahman, Moses James, Stefan Scriggins und Nicodemus Odore.

## Profikarriere
Kane begann seine Profikarriere im März 1991 und gewann neun Kämpfe in Folge, ehe er im Oktober 1995 beim Kampf um die Britische- und Commonwealth-Meisterschaft im Halbweltergewicht gegen Ross Hale unterlag. Nach fünf weiteren Siegen verlor er im April 1999 beim Kampf um die Britische Meisterschaft im Weltergewicht gegen Derek Roche. Nach zwei weiteren Kämpfen, darunter einer Niederlage gegen Darren Bruce, boxte er am 6. Juni 2000 um die Commonwealth-Meisterschaft im Weltergewicht und verlor gegen Scott Dixon. Im Anschluss beendete er seine Karriere.

## Nach dem Boxen
Kane arbeitete nach seiner Karriere als Hausmeister in Clydebank (Stand: Mai 2024).